# هلگا انگ
هِلگا اِنگ (نروژی: Helga Eng) زاده ۳۱ مه ۱۸۷۵م. برابر با دوشنبه، ۱۰ خرداد ۱۲۵۴خ در اوستفولد؛ و مرگ به تاریخ ۲۶ مه ۱۹۶۶م، برابر با پنج شنبه، ۵ خرداد ۱۳۴۵خ، در اسلو به سن ۹۰ سالگی یک روان‌شناس و متخصص علوم پرورشی اهل نروژ بود. 
هلگا اٍنگ سومین زنی بود که در نروژ مدرک دکترا گرفت و اولین زنی بود که در رشته فلسفه موفق به دریافت این مدرک شد. او استاد و بانی مؤسسه پژوهشی علوم پرورشی در دانشگاه اسلو بود و آثار علمی متعددی نوشته‌است که به چند زبان از جمله آلمانی ترجمه شده‌است.

## پیشینه
هِلگا اِنگ سال ۱۸۷۵م، در جنوب شرقی نروژ به دنیا آمد. پدرش ضمن کشاورزی به معلمی و خوانندگی در گروه کر کلیسا نیز اشتغال داشت. هلگا در میان ۸ خواهر و برادر خود که همگی بعدها معلم شدند، فرزند چهارم خانواده بود. کودکی هلگا در محیطی متأثر از علایق پدرش یعنی ادبیات و موسیقی گذشت. سال ۱۸۹۵م، هلگا در امتحانات آموزگاران عمومی شرکت کرد و بعد از موفقیت تا سال ۱۸۹۷م، در دبستان
لیر، نروژ آغاز به کار کرد. سپس به دبیرستان موس، نروژ منتقل شد و تا سال ۱۹۰۰م، در دوره اول دبیرستان مشغول تدریس بود تا نهایتاً در یک دبیرستان  کریستیانیا شغلی به وی محول گشت. از آن پس هِلگا اِنگ تا سال ۱۹۳۵م، به جزء چند دوره مرخصی تحصیلی، در این دبیرستان مشغول خدمت بود. سال ۱۸۹۷م، هلگا در امتحانات دوره اول دبیرستان به عنوان داوطلب آزاد شرکت کرد و موفق شد و بعد در سال ۱۹۰۳م، امتحانات پایانی دوره دوم دبیرستان را با موفقیت پشت سر گذاشت.

### ادامه تحصیل در دانشگاه
سال ۱۹۰۴م، هِلگا اِنگ به قصد تحصیل در رشته روان‌شناسی در امتحانات ورودی دانشگاه شرکت کرد. درآن دوران روان‌شناسی در نروژ رشته مستقلی نبود بلکه بخشی از دروس فلسفه محسوب می‌شد. این بود که وی ابتدا به تحصیل فلسفه در دانشگاه اسلو مشغول شد و سپس به قصد ادامه تحصیل تخصصی در رشته روان‌شناسی در سال ۱۹۰۹م، عازم آلمان گشت و تا سال ۱۹۱۰م، نزد استادان آلمانی در هاله مشغول یادگیری زبان آلمانی و دیگر علوم مربوط بود. پس از بازگشت به نروژ با اتکاء به آموخته‌های این دوره، هلگا بار دیگر به منظور اخذ مدرک دکترا مطالعات خود را از سر گرفت. این مطالعات از جمله شامل تحقیق و تهیه گزارش در مورد میزان درک کودکان از مفاهیم انتزاعی بود. نتیجه این مطالعات به صورت گزارشی در سال ۱۹۱۲م، منتشر شد. در این گزارش که تحت عنوان «مفاهیم انتزاعی در افکار و گفتار کودکان» منتشر شده بود، هِلگا اِنگ ادعا کرده بود که کسب مفاهیم انتزاعی در کودکان زیر ۱۴ سال کندتر از آن چیزی بود که تصور می‌شد. این گزارش به زبان آلمانی ترجمه شد و در میان اصلاح طلبان امور پرورشی با استقبال روبرو گشت. در ۲۵ ژانویه ۱۹۱۳م، هِلگا اِنگ از این گزارش به عنوان پایان‌نامه مقطع دکترای خود دفاع کرد و پیروز شد. به این ترتیب او اولین شخصی بود که در نروژ بر اساس یک مبحث روان‌شناسی مدرک دکترا دریافت کرد. در عین حال او سومین زنی بود که در کل، موفق به کسب درجه دکترا در نروژ شده بود. رساله هِلگا اِنگ، بعدها به عنوان بخش ضمیمه، به پاره ای از کتاب‌های درسی دانشگاه در رشته روان‌شناسی افزوده شد و سالها بخشی از دروس روان‌شناسی در آلمان بود. پس از اخذ مدرک دکترا هِلگا اِنگ بار دیگر به آلمان و چند کشور اروپایی دیگر سفر کرد و از مؤسسات پژوهشی و آموزشی و از جمله با استاد مشهور ویلهلم وونت در لایپزیگ دیدار کرد.

### انسان‌گرایی و علوم پرورشی
از این پس هِلگا اِنگ با اعتماد به نفس بیشتری برداشت‌های خود را از مطالعاتش به اشتراک گذاشت. در سال ۱۹۱۸م، دومین کتاب وی با عنوان «پرورش زمان، پرورش هنر» منتشر شد. نوشته‌ای فراگیر و عمیق که ادعا می‌کرد که دوران روشهای سنتی تعلیم و تربیت سر آمده‌است. چرا که در شیوه‌های سنتی، مهم‌ترین عناصر پرورشی زمان یعنی صنایع، دانش و فناوری نادیده گرفته شده‌اند. با این حال هلگا معتقد بود که تعلیم و تربیت سنتی نیز با تکیه بر عواطف و تخیل به نوبت خود، نقشی مثبت در پرورش نسل‌های قبلی داشته‌اند و می‌توانند در پروش نسلهای آینده نیز سهمی داشته باشند. هلگا اٍنگ برای آموزش عملی و تمرین ارزش زیادی قائل بود. او معتقد بود که دروس باید محتوایی حرفه ای داشته باشند بی آنکه جنبه‌های فرهنگی و معنوی، کاملاً فراموش شوند. او انضباط شخصی را صفتی اکتسابی می‌دانست که تنها بعد از تجربه دراز مدت انضباط در محیط خارجی می‌توانست نهادینه شود. هِلگا اِنگ مانند بسیاری از اصلاح طلبان امور پرورشی با آموزش تصادفی و بدون برنامه قبلی مخالف بود. او بهترین طریق آموزش را آموزشی می‌دانست که طبق اصول علمی و روان‌شناسی، برنامه‌ریزی شده بود. در عمل هِلگا اِنگ تلاش زیادی کرد که بر مبنای یافته‌های تحقیقات علمی خود، برنامه‌هایی را در کتاب و سخنرانی‌های خود پیشنهاد کند. در سال ۱۹۲۱م، او کتاب دیگری منتشر کرد و در آن عواطف کودکان و بزرگسالان را با هم مقایسه کرد. او بازتابهای جسمی کودکان و بزرگسالان را مانند ضربان قلب و نبض اندازه گرفت و در مقایسه به این نتیجه رسید که در آزمونهای کنترل شده محیط آزمایشگاه، واکنشهای جسمی کودکان و بزرگسالان تفاوت زیادی نشان نمی‌دهد. اما در محیط خارج از آزمایشگاه، تفاوت پیامدهای عاطفی خود جوش، در کودکان محسوس است.

### تدریس در دانشگاه
در سال ۱۹۲۵م، هِلگا اِنگ در مقام روان‌شناس به استخدام سازمان پیش دبستانی اسلو درآمد. سپس در سال ۱۹۳۲م، در مؤسسه تحقیقاتی اداره کاریابی اسلو مشغول کار شد. در این مؤسسه، مسئولیت هلگا آزمون و تشخیص توانایی‌های متقاضیان در تناسب با مشاغل مختلف درخواستی بود. هِلگا اِنگ الگوهایی را برای این منظور ایجاد کرد و گزارشهای زیادی را در این رابطه منتشر نمود که به زودی مخاطبان بین‌المللی پیدا کرد. در حدود همین دوره بود که وی از سال ۱۹۲۲ تا ۱۹۲۷م، در مدرسه عالی تربیت معلم اسلو تدریس کرد و از سال ۱۹۳۲ تا ۱۹۳۶م، مجالس سخنرانی در رشته علوم پرورشی در دانشگاه اسلو برگزار نمود.
در سال ۱۹۲۶م، معروفترین اثر وی با نام «نقاشی کودک» منتشر شد. این اثر که مربوط به نقاشی‌های فرزند یکی از اقوام وی بود، شامل مجموعه ای از نقاشی‌های یک کودک ۱۰ ماهه تا پایان ۸ سالگی بود. این کتاب بعدها به ۵ زبان ترجمه شد و مورد استقبال قرار گرفت. در سال ۱۹۴۴م، سری دوم این نقاشیها از سن ۹ سالگی تا پایان ۲۴ سالگی منتشر شد. این دو کتاب که در نوع خود تا آن زمان بی نظیر بودند، خود الگویی برای مطالعات روان‌شناسی در آینده شدند. هِلگا اِنگ همچنین از دفترچه خاطرات و دیگر شیوه‌های بیان در کودکان غافل نبود و بسیاری از مطالعات وی بر نمونه‌هایی از این قبیل استناد می‌کنند.
در سال ۱۹۳۶م، مجلس ملی نروژ طرح تأسیس مؤسسه پژوهشی علوم پرورشی در دانشگاه اسلو را به تصویب رساند. هِلگا اِنگ در مقام استاد مدرس از اول ژانویه سال ۱۹۳۸م، شروع به تدریس در این مؤسسه کرد. به رغم شرایط جنگی شمار دانش جویان به سرعت افزایش یافت. در سال ۱۹۴۰م، استاد هِلگا اِنگ به سن بازنشستگی رسید اما بنابر تقاضای دانشگاه تا سال۱۹۴۸م، در این سمت باقی ماند و تدریس کرد.
در سال ۱۹۲۶م، هِلگا اِنگ به عضویت در فرهنگستان علوم نروژ
انتخاب شد و در سال ۱۹۶۶م، با تقدیم نشان سنت اولاف از وی قدر دانی گشت. در سال ۱۹۹۴م، ساختمان جدید دانشکده علوم آموزشی در دانشگاه اسلو به افتخار وی ساختمان هِلگا اِنگ نام گذاری شد. 
هِلگا اِنگ در سال ۱۹۶۶م، برابر با ۱۳۴۵خ، در اسلو چند روز پیش از رسیدن به سن ۹۱ سالگی درگذشت.